# Траур
Журба́, Жало́ба або Тра́ур (від нім. trauern «оплакувати») — форма зовнішнього вираження жалю або горя через втрату близької людини, групи людей, суспільного лиха, смерті великого державного чи громадського діяча.
У народів різних рас помічаються схожі траурні звичаї, такі як носіння одягу особливого кольору, роздирання одягу, відрізання волосся, нанесення собі поранень або каліцтв, пости, гучні голосіння і вихваляння небіжчика (плач), самогубства, наприклад, самоспалення, безліч табу і заборон, пов'язаних з трауром.
Траур має певну тривалість, приписану звичаями. Передчасне припинення трауру, як правило, засуджується суспільством.

## Значення
В самому простому розумінні траур є синонімом горя з приводу смерті людини. Це слово також використовується для опису культурного комплексу поведінки, в яких беруть участь самі загиблі та ті, що справляє по ним траур. Форми трауру змінювались в різних культурах і розвивалися з плином часу, хоча багато основних рис поведінки залишаються незмінними.
Носіння чорної одягу є одною з основних практик у багатьох країнах, хоча й інші форми одягу, також розглядаються. Ті, що найбільше постраждали від втрати близької людини часто відмовляються від громадських заходів і характреризуються тихою, шанобливою поведінкою.
Скорбота може також застосовуватися по плину якогось часу після смерті, або річниці смерті. В останні роки деякі традиції поступилися місцем менш суворій практиці траутру, хоча багато звичаї і традиції, як і раніше зберігаються.

## Традиції

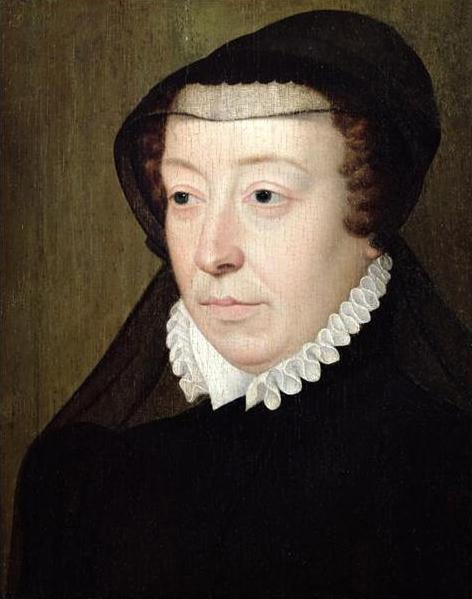
Катерина Медичі як вдова, 1560

Звичай носити прикраси або одяг чорного кольору для жалоби походить щонайменше з часів Римської імперії, коли в період жалоби носили тоги з темної вовни.
В період Середньовіччя та Відродження в Європі дещо знімується практика та траурні традиції. Проте, жінки в жалобі та вдови продовжували носили відмінні чорні шапки та покрови, як правило, в стилі консервативної версії поточної моди.
У деяких регіонах Росії, України, Чехословаччини, Греції, Італії, Мексиці, Португалії та Іспанії вдови носили чорний одяг до кінця свого життя. Найближчі родичі померлого також носять чорне протягом тривалого періоду часу.
З 1970-х років під впливом деяких практик жалоби для деяких культур, навіть ті, хто емігрував до Сполучених Штатів, продовжують носити чорне протягом не менше двох років.

## Траур в українських звичаях
- Носіння чорного і темного одягу без яскравих деталей, світлих кольорів.
- У жінок — носіння чорного головного убору (хустки, косинки), а також суконь і спідниць подовження фасонів (того ж чорного кольору).
- Заборона на сміх та розваги.
- Завішування дзеркал чорним крепом.
- На телебаченні і радіо не виходять в ефір розважальні передачі.